# Carriches
Carriches es un municipio y villa española de la provincia de Toledo, en la comunidad autónoma de Castilla-La Mancha. El término municipal tiene una población de 266 habitantes (INE 2024).

## Toponimia
Existen dos teorías acerca de la procedencia del término Carriches. La primera indica que podría derivarse de los términos carrizal o carrizo, de origen mozárabe. La segunda se basa en que a veces aparece escrito como Carriche o Carruche, lo que llevaría a pensar que se deriva del artilugio de madera utilizado para sacar tierra de los pozos y que popularmente se conoce con ambos nombres. Esta segunda teoría parece ser la más sólida, ya que en el siglo XVI se dice que el pueblo se abastecía solo con agua de los pozos al carecer de fuente.

## Geografía
El municipio se encuentra situado en la comarca de Torrijos y linda con las poblaciones de Santa Olalla, Carmena, La Mata, Mesegar de Tajo y Erustes, todas de Toledo.

## Historia
En el siglo XVI se describe como pequeño vecindario mayoritariamente labriego, pasando a ser villa en 1749 gracias al privilegio otorgado por Fernando VI.
Hacia mediados del siglo XIX, la villa tenía contabilizada una población de 450 habitantes. Aparece descrita en el quinto volumen del Diccionario geográfico-estadístico-histórico de España y sus posesiones de Ultramar de Pascual Madoz de la siguiente manera:

CARRICHES. v. con ayunt. en la prov. y dióc. de Toledo (6 leg.), part. jud. de Torrijos (2 1/2), aud. terr. de Madrid (14) c. g. de Castilla la Nueva. sit. en una colina poco elevada; reinan los vientos N. y O. con clima vario, y se padecen flatos é hiterismos: tiene 129 casas de un solo piso y mediana construccion, consistorial; cárcel; escuela de primera educacion, dotada con 1,825 rs., á la que asisten 28 niños; igl. parr. dedicada á la cátedra de San Pedro en Antioquia, curato de término y provision ordinaria, en los afueras 1 ermita con el título de Ntra. Sra. de la Encina, á la cual está unido el cementerio; se surte de aguas potables en 2 fuentes de buenas y abundantes aguas, de las cuales la una tiene un gran pilar para beber los ganados. Confina el térm. por N., con el de Sta. Olalla; E. Alcabon; S. La Mata; O. Erustes, á dist. de 1/4 á 1/2 leg. por todos los puntos, y comprende 2,550 fan. de tierra de labor el desp. Adovea y un pequeño monte bastante destruido, que estubo poblado de encina: el desp. dist. 1/4 leg. de la v. y se notan aun vestigios de una calle del ant. pueblo; comprende 25 fan. de tierra y nace debajo de una peña una fuente perenne que da origen al arroyo Adovea insignificante: el terreno es llano, de mediana é ínfima calidad: los caminos vecinales y en buen estado, cruzando el de rueda que dirige de Toledo á Talavera; el correo se recibe en Sta. Olalla, 3 veces á la semana por balijero; prod.: trigo, cebada, avena, garbanzos, algarrobas, alberjas, frutas y aceite; se mantiene ganado lanar, 30 pares de mulas y 23 de bueyes de labor: ind: 2 molinos de aceite; pobl.: 120 vec. 450 alm. cap. prod.: 1.392,055 rs. imp. 47,190. contr. segun el cálculo general de la prov. 74, 48 p00. presupuesto municipal 5,675, del que se pagan 1,100 al secretario por su dotacion y se cubre con los prod. de los propios y el arbitrio de fiel medidor.
(Madoz, 1846, p. 622)

## Demografía
Cuenta con una población de 266 habitantes (INE 2024).
| Gráfica de evolución demográfica de Carriches entre 1842 y 2021                                                       |
| |
| Población de derecho según los censos de población del INE. Población de hecho según los censos de población del INE. |

## Administración
| Periodo   | Nombre                                                          | Partido             |
| --------- | --------------------------------------------------------------- | ------------------- |
| 1979-1983 | Zenón Gómez Moreno                                              | UCD                 |

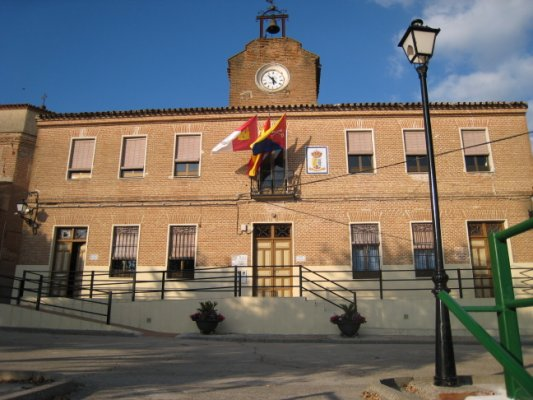
Casa consistorial

| 1983-1987 | Amparo Castaño de la Azuela (18/11/1985) Martín Rumbero Montoya | AP/PDP/UL AP/PDP/UL |
| 1987-1991 | Martín Rumbero Montoya                                          | PP                  |
| 1991-1995 | Martín Rumbero Montoya                                          | PP                  |
| 1995-1999 | Martín Rumbero Montoya                                          | PP                  |
| 1999-2003 | Martín Rumbero Montoya                                          | PP                  |
| 2003-2007 | Ángel Muñoz Gómez                                               | PP                  |
| 2007-2011 | Ángel Muñoz Gómez                                               | PP                  |
| 2011-2015 | Isidro Castaño del Pino                                         | Carriches Unido     |
| 2015-2019 | Isidro Castaño del Pino                                         | PP                  |
| 2019-2023 | Isidro Castaño del Pino                                         | PP                  |
| 2023-act. | Isidro Castaño del Pino                                         | PP                  |

## Patrimonio

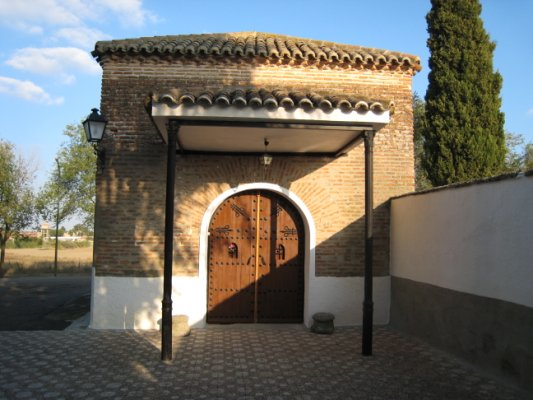
Fachada principal de la ermita

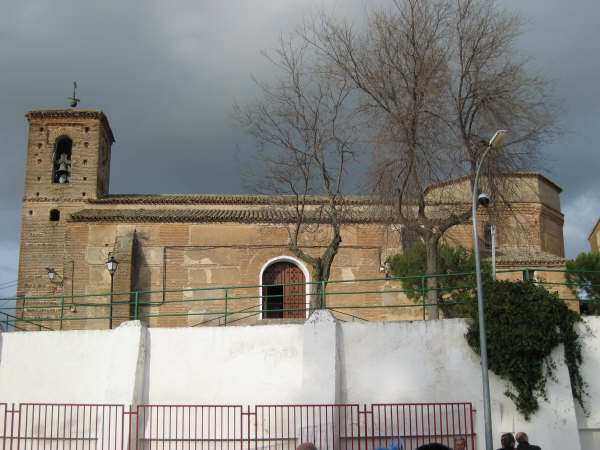
Vista de la iglesia desde el polideportivo

- Ermita de Nuestra señora de la Encina,[5] del siglo XVIII.[7]
- Iglesia parroquial de San Pedro de Antioquía,[5] de finales del siglo XV y principios del XVI.[8]

## Fiestas
- 17 de enero: San Antón.

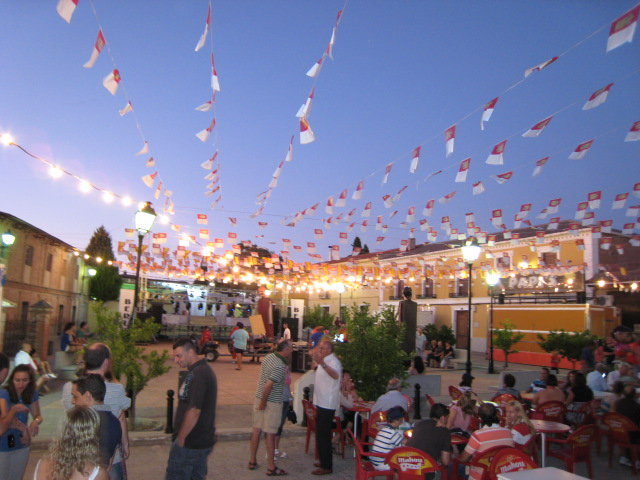
En fiestas

- 22 de febrero: San Pedro Cátedra de Antioquía. La procesión del santo iba acompañada tradicionalmente de la dulzaina y del tamboril.
- 15 de mayo: San Isidro.
- Última semana de agosto: semana cultural.
- 8 de septiembre: Virgen de la Encina.